# Osmio
L'osmio è l'elemento chimico di numero atomico 76 e il suo simbolo è Os.
È un metallo di transizione del gruppo del platino: è un metallo duro, di color blu-grigio o blu nerastro e si usa in alcune leghe con il platino e l'iridio. Si trova in natura in lega con il platino, nei minerali di quest'ultimo. Il suo tetrossido si usa nel rilevamento delle impronte digitali, il metallo puro o legato nei contatti elettrici, nei pennini delle penne stilografiche e in altre applicazioni dove è necessaria una estrema durezza e resistenza all'usura. Per questo viene utilizzato dai vetrai per asportare graffi e abrasioni da vetri e specchi.

## Caratteristiche

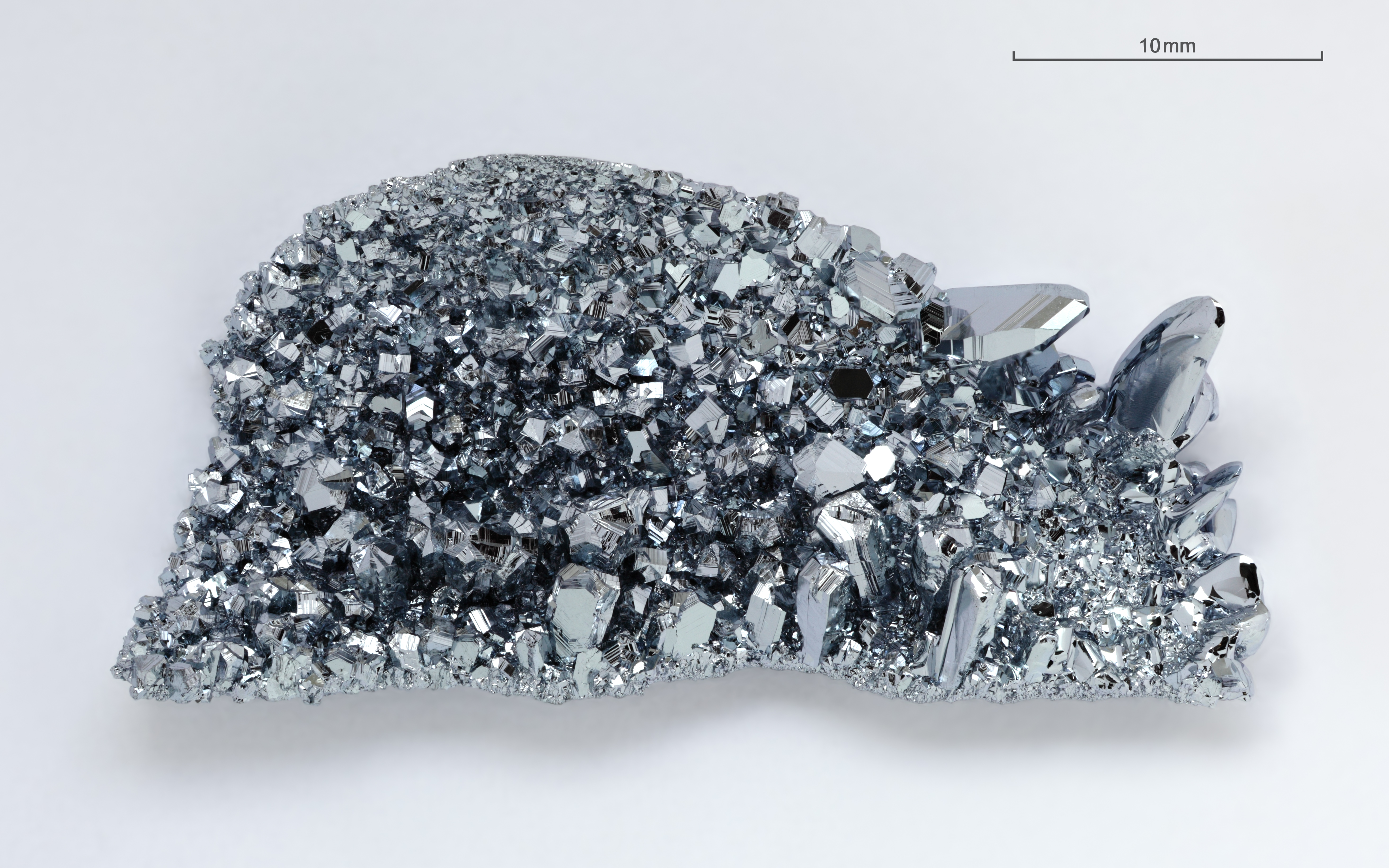
Cristalli di osmio ad elevata purezza

L'osmio metallico è estremamente denso, di color bianco-blu, fragile e lucido anche ad alte temperature, ma è estremamente difficile da ottenere. La polvere di osmio è ottenibile più facilmente, ma in queste condizioni l'osmio reagisce con l'ossigeno dell'aria ossidandosi in tetrossido di osmio (OsO4), che è velenoso. Quest'ossido è anche un potente agente ossidante, ha un forte odore caratteristico e bolle a 130 °C.
Per la sua grande densità l'osmio è in genere considerato l'elemento più pesante di tutti, superando di poco l'iridio; con il calcolo della densità a partire dalla matrice cristallina si ottengono risultati più affidabili delle misure dirette, ottenendo per l'iridio un risultato di 22560 kg/m³ contro 22590 kg/m³ per l'osmio. Volendo distinguere i vari isotopi, il più pesante risulta l'osmio-192.
Questo metallo ha anche il più alto punto di fusione, dopo il tungsteno, e la più bassa tensione di vapore del gruppo del platino. Gli stati di ossidazione più comuni dell'osmio sono +4 e +3, ma può assumere tutti gli stati da +1 a +8.

## Applicazioni
A causa dell'estrema tossicità del suo ossido, l'osmio è raramente usato puro; viene invece spesso legato ad altri metalli in applicazioni che richiedono un'elevata resistenza all'usura. Le leghe di osmio sono molto dure e, eventualmente addizionate di altri metalli del gruppo del platino, trovano impiego nella produzione di pennini per penne stilografiche, puntine di giradischi, perni e contatti elettrici.
Il tetrossido di osmio ha trovato impiego nel rilevamento delle impronte digitali e nella colorazione dei tessuti grassi per la preparazione di vetrini per microscopia. Una lega 90:10 platino:osmio è usata per produrre impianti chirurgici quali stimolatori cardiaci e valvole polmonari.
Il tetrossido di osmio e l'osmiato di potassio trovano uso come agenti ossidanti nella sintesi chimica.

## Storia
L'osmio (dal greco ὀσμή (osmè) = odore) fu scoperto nel 1803 da Smithson Tennant, a Londra. Lo isolò insieme con l'iridio dal residuo ottenuto dallo scioglimento del platino nell'acqua regia. Insieme due chimici francesi Antoine-François de Fourcroy e Louis Nicolas Vauquelin identificarono un metallo in un residuo di platino che chiamavano "ptène".
Nel 2001, presso il Lawrence Livermore National Laboratory (California) un campione di osmio è stato sottoposto a una pressione di 60 GPa e la sua resistenza alla compressione (il modulo di carico) è risultata essere superiore a quella del diamante (462 GPa contro 443 GPa), ritenuta da sempre quella più grande in assoluto. Tale caratteristica apre nuove frontiere per lo sviluppo di applicazioni industriali con l'utilizzo di osmio (per esempio per il taglio di acciaio ad alte temperature).

## Disponibilità
L'osmio si trova nell'osmio nativo (o osmiridio), una lega naturale di osmio e iridio, e nelle sabbie fluviali ricche di platino degli Urali e delle Americhe. Si trova inoltre nei minerali di nichel della regione di Sudbury, nell'Ontario, accompagnato ad altri metalli del gruppo del platino. Benché la concentrazione di questi metalli sia esigua, il grande volume di minerale trattato rende la produzione di questi metalli rari economicamente possibile.

## Composti
Il più comune è il tetrossido di osmio OsO4.

## Isotopi
L'osmio in natura si presenta come una miscela di sette isotopi, di cui cinque sono stabili; 187Os, 188Os, 189Os, 190Os ed il più abbondante 192Os. 184Os e 186Os sono instabili, ma la loro emivita è talmente lunga da poter essere considerati stabili per qualsiasi applicazione pratica.
187Os è il prodotto del decadimento di 187Re, la cui emivita è 4,56×1010 anni. Il rapporto 187Os/188Os insieme al rapporto 187Re/187Os viene usato per la datazione di rocce di origine terrestre e meteorica.
La più notevole datazione basata sull'osmio è quella che, insieme con la misura del tenore di iridio, è stata condotta sullo strato di quarzo lungo la giunzione K-T risalente a circa 65 milioni di anni fa che segna il periodo di estinzione dei dinosauri.

## Precauzioni
Il tetrossido di osmio è altamente tossico. Concentrazioni di osmio nell'aria dell'ordine di 10−7 g/m³ sono ritenute sufficienti a causare congestione delle vie respiratorie e danni a pelle e occhi.